# Xuân Hòa, Bảo Yên
Xuân Hòa là một xã thuộc huyện Bảo Yên, tỉnh Lào Cai, Việt Nam.
Xã Xuân Hòa có diện tích 74,01 km², dân số năm 1999 là 6.613 người, mật độ dân số đạt 89 người/km².